# Bílý Dunajec
Bílý Dunajec (polsky Biały Dunajec, slovensky Biely Dunajec) je 31 kilometrů dlouhá říčka v Malopolském vojvodství v Polsku, pravá zdrojnice Dunajce v povodí Visly. Rozloha povodí Bílého Dunajce je 456 čtverečních kilometrů.

## Průběh toku
Vzniká soutokem potoků Zakopianka a Poronin ve výšce 730 m n. m. v obci Poronin v Podtatranské brázdě na severní straně Západních Tater. Následně teče převážně na sever přes Biały Dunajec a Szaflary do Nového Targu v Oravsko-novotargské kotlině, kde se k němu v nadmořské výšce 577 m zleva přidává Černý Dunajec a jejich soutokem vzniká Dunajec.

## Přítoky
- levé: Suchy Potok, Potok Bustrycki, Syposi Potok, Florynów Potok, Krajowy Potok
- pravé: Świdrów Potok, Potok pod Cyrlą, Potok Gliczarowski, Potok Podlubelski